# Яков Свет
Яков Михайлович Свет е съветски инженер-геолог, преводач и писател - автор на произведения в жанровете биография и исторически роман.

## Биография и творчество
Яков Михайлович Свет е роден на 19 януари 1911 г. в Санкт Петербург, Руска империя, в семейството на адвокат Михаил Свет. През 1920-те години заради глада и разрушенията от Гражданската война семейството му се мести в Енакиево в Украйна. Там учи в украинско училище и украински език, като се запалва по геологията. През 1926 г. се премества с родителите си от Енакиево в Киев.
Запознава се в Киев с писателя Виктор Некрасов и заедно издават самиздат вестника „Газета будущего“ в единствен екземпляр със статии за война в Аляска, кацане на Марс и други истории за приключения и детективи.
На 18 години започва работа като техник в геоложката експедиция във Волинска област. От началото 19на 30-те години се премества в Москва и работи в геологическия институт „Гипрозолото“. През 1936 г. завършва Московския институт за геоложки проучвания. В периода 1935-1939 г. работи като младши научен сътрудник в Института по геоложки науки на Академията на науките на СССР.
През 1939 г. е мобилизиран в инженерния полк на Червената армия. На границата с Манджурия е сериозно ранен и заради влошаване на здравето е освободен от армията през 1943 г.
След завръщането си в Москва защитава дисертация за кандидат на геоложките и минералогическите науки в Института по геоложки науки на СССР през 1945 г.
През 1949 г. започва работа в издателство „Иностранная литература“ и публикува статии на морски теми в Голямата съветска енциклопедия, Детската енциклопедия и Дипломатическия речник. Пише коментари за произведенията на разни латиноамерикански и испански писатели. Той е полиглот и, освен на руски и украински, говори и пише на испански, португалски, английски, френски, италиански и староиталиански езици.
Първата му книга „По следам путешественников и мореплавателей Востока“ е публикувана през 1955 г. Книгите му „Колумб“ и „Джеймс Кук“ са публикувани на множество езици.
Яков Михайлович Свет умира в Москва на 18 февруари 1987 г. Погребан е в колумбариума на Новодонското гробище.

## Произведения
- По следам путешественников и мореплавателей Востока (1955)
- Фернандо Магеллан (1956)
- За кормой сто тысяч ли (1960)
- Мореплаватель туманного Альбиона: Джемс Кук (1963)
- Последний инка (1964)
- История открытия и исследования Австралии и Океании (1966)
- В страну Офир (1967)
- Севильская западня: Тяжба о колумбовом наследстве (1968)
Севилската клопка: Делото за Колумбовото наследство, изд.: „Народна култура“, София (1972), прев. Венцел Райчев
- После Марко Поло: Путешествия западных чужеземцев в страны Трех Индий (1968)
- Алая линия (1969)
- Колумб (1973)
Колумб, изд.: „Наука и изкуство“, София (1976), прев. Ангел Въргулев
- Одиссея поневоле: Необыкновенные приключения индейца Диего на островах моря-океана и в королевствах Кастильском и Арагонском (1974)
- Джемс Кук (1979)
Джеймс Кук, изд.: „Народна просвета“, София (1982), прев. Сергей Влахов